# Cinna (Corneille)

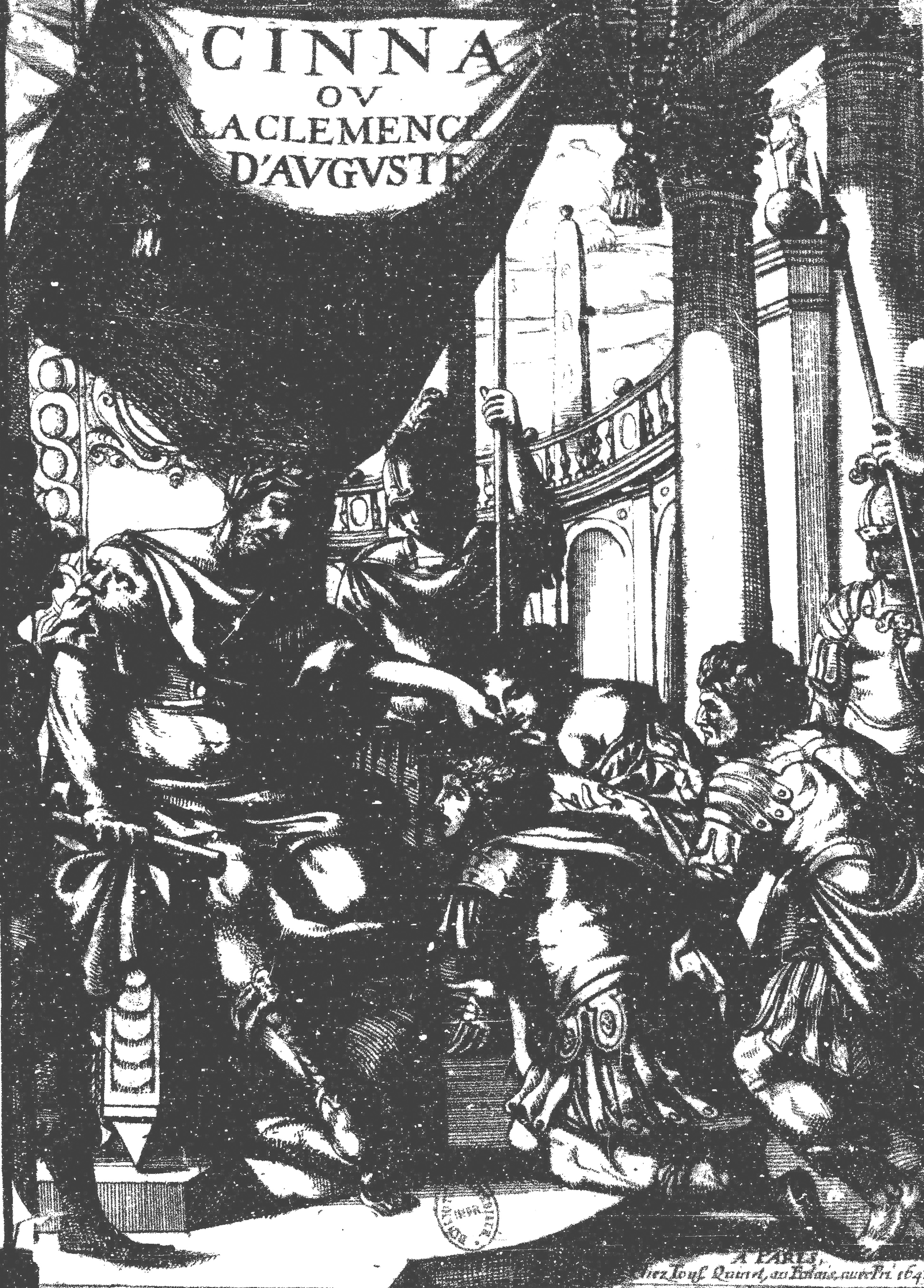
Titelblatt der Ausgabe von 1643

Cinna, Originaltitel: französisch Cinna ou la Clémence d’Auguste („Cinna oder die Güte des Augustus“), ist eine Tragödie in fünf Akten des französischen Dichters Pierre Corneille. Sie wurde 1641 im Théâtre du Marais in Paris uraufgeführt und 1643 erstmals veröffentlicht.

## Personen
- Augustus, römischer Kaiser
- Livia, Kaiserin
- Cinna, Sohn einer Tochter des Pompeius, Anführer der Verschwörung gegen Augustus
- Maximus, weiterer Anführer der Verschwörung
- Emilia, Tochter des von Augustus hingerichteten C. Toranius
- Fulvius, Vertrauter der Emilia
- Polyklet, Freigelassener des Augustus
- Evander, Freigelassener des Cinna
- Euphorbus, Freigelassener des Maximus

## Handlung
Das Stück spielt gegen Ende der römischen Bürgerkriege, als Kaiser Augustus gegen all seine Feinde einen umfassenden Sieg erreicht. Einige Höflinge zetteln jedoch eine Verschwörung gegen ihren kaiserlichen Schutzherrn an: Emilia will auf diese Weise ihren von Augustus hingerichteten Vater rächen. Sie wird bei diesem Komplott von ihrem Liebhaber Cinna unterstützt. Maximus, ein weiterer Verschwörer, ebenfalls in Emilia verliebt, wird rasend vor Eifersucht. Sein Vertrauter Euphorbus berichtet Augustus die Einzelheiten der Verschwörung. Kaiserin Livia versucht den Kaiser zur Milde umzustimmen, damit er auf diese Weise seine Größe zeige. Der Kaiser stellt sich zunächst taub und ruft Cinna zu sich. Nachdem er das Ausmaß der Verschwörung erkannt hat und einsieht, dass alle, denen er Liebe und Wertschätzung entgegenbrachte, ihn mit tödlichem Hass verfolgen, reagiert er erschüttert. In der großen Schlussszene beschließt er jedoch, Gnade vor Recht ergehen zu lassen, und will alles vergessen.

## Wirkungsgeschichte
Corneille schrieb Cinna in einer Zeit der politischen Unsicherheit, gegen Ende der Regierungszeit von Ludwig XIII. Im Krieg gegen Spanien musste der französische König den Triumph über seine Feinde, den habsburgischen Kaiser und den spanischen König, mit schweren Gewissensbissen bezahlen. Die Knebelung des aufrührerischen Adels wurde mit dem Blut seiner Verwandten, seine Autorität durch die Hinrichtung eines Favoriten erkauft, der gegen Kardinal Richelieu eine Verschwörung angezettelt hatte.
Wesentlich für Corneille ist die Darstellung der Großzügigkeit (générosité) des Kaisers Augustus, die sich in seiner Milde gegenüber Cinna erweist, wie der Dichter in der Widmung an Monsieur de Montory ausführt. Um dies zu untermauern, fügt er unmittelbar nach der Widmung den lateinischen Text des Philosophen Seneca De clementia („Über die Milde“) an. Erkennbar spiegeln sich in diesem Werk die zeitgenössischen Intrigen hochstehender Adeliger, insbesondere die sich anbahnende Cabale des Importants gegen Richelieu und dessen Politik des zentralistischen Absolutismus.
Wie Horace wurde auch Cinna sehr erfolgreich aufgenommen. Der junge Molière nahm das Stück in seinen Spielplan auf und fügte nach einer Aufführung 1659 die kurze Komödie Die lächerlichen Preziösen hinzu, womit seine schriftstellerische Karriere begann.